# Ніколаєвка (Єврейська автономна область)
Ніколаєвка (рос. Николаевка) — смт у Смідовицькому районі Єврейської автономної області Російської Федерації.
Орган місцевого самоврядування — Ніколаєвське міське поселення. Населення становить 6494 особи (2018).

## Історія
Згідно із законом від 26 листопада 2003 року органом місцевого самоврядування є Ніколаєвське міське поселення.

## Населення
| 1939  | 1959  | 1970  | 1979  | 1989  | 2002  | 2009  |
| ----- | ----- | ----- | ----- | ----- | ----- | ----- |
| 2612  | ↗6579 | ↗8007 | ↗8476 | ↘8188 | ↘7650 | ↗7823 |
| 2010  | 2011  | 2012  | 2013  | 2014  | 2015  | 2016  |
| ↗7912 | ↘7871 | ↘7661 | ↘7480 | ↘7263 | ↘7067 | ↘6865 |
| 2017  | 2018  |       |       |       |       |       |
| ↘6652 | ↘6494 |       |       |       |       |       |